# Ralph Coates
Ralph Coates (* 26. April 1946 in Hetton-le-Hole; † 17. Dezember 2010) war ein englischer Fußballspieler.

## Sportlicher Werdegang
Coates wurde von Jack Hixon, der verschiedene spätere englische Nationalspieler aufspürte, für den FC Burnley entdeckt. Nach einem erfolgreichen Probetraining 1961 verpflichtete ihn der Klub aus der Grafschaft Lancashire, für den er im Dezember 1964 im Profifußball debütierte. Bis zum Abstieg aus der First Division 1971 war der Außenstürmer über weite Strecken Stammspieler unter Trainer Harry Potts und dessen Nachfolger Jimmy Adamson. Im Frühjahr 1970 war er dabei in den Fokus der englischen Auswahl gerückt und stand im vorläufigen Aufgebot von Nationaltrainer Alf Ramsey für die Weltmeisterschaftsendrunde 1970, reiste jedoch nicht nach Mexiko. Bis ins folgende Jahr wurde er berufen, insgesamt bestritt er vier Länderspiele für die „Three Lions“.
Im Sommer 1971 holte Bill Nicholson Coates zum amtierenden League-Cup-Sieger Tottenham Hotspur nach London. Hier holte er in seiner ersten Spielzeit nach einem 2:1-Auswärtserfolg bei den Wolverhampton Wanderers und einem 1:1-Heimremis mit dem Gewinn der ersten Ausgabe des UEFA-Pokals 1971/72 seinen ersten internationalen Titel, dem 1973 mit dem Gewinn des League Cups ein nationaler Titel folge. Dabei hatte er im Endspiel gegen Norwich City, als Einwechselspieler  bereits in der ersten Spielhälfte John Pratt ersetzend, das spielentscheidende Tor zum 1:0-Endspielsieg im Wembley-Stadion erzielt. Im UEFA-Pokal 1973/74 erreichte er mit der Mannschaft erneut die Endspiele, dieses Mal setzte sich Feyenoord Rotterdam nach einem 2:2-Unentschieden an der White Hart Lane mit einem 2:0-Sieg im Rotterdamer De Kuip durch.
1978 ging Coates als Spielertrainer zum Zweitligisten Leyton Orient, wo er zwei Jahre in der Second Division tätig war. Anschließend kehrte er an die White Hart Lane zurück, um als Stadionsprecher zu arbeiten.